# おりはらさちこ
おりはら さちこ（1980年 - ）は、日本の漫画家。女性。長崎県出身。

## 来歴
数々のコンテストに応募しいくつかの読切掲載を経て、2011年には竹書房とライブドアが共同で開催していたY-1グランプリで6月の月間賞を獲得し第5回の準グランプリを受賞する。その間に『まんがくらぶ』にて「にぃづまごっこ」が短期連載ののち、2012年2月号より正式に連載となる。2013年3月号にて連載終了、初の単行本として発売。アメーバブログで公式トップブロガーとして注目される。

## 作品リスト

### 漫画作品

#### 連載
- にぃづまごっこ（『まんがくらぶ』2011年11月号 - 2012年1月号〈ゲスト〉、2012年2月号 - 2013年3月号）
- 愛しの桜さん（『主任がゆく!スペシャル』）
- 35歳からのお酒デビュー（『本当にあった笑える話Pinky』）
- 恋するヤンキーガール（『月刊まんがタウン』2015年1月号 - 2019年9月号[5]）
- 双子コンプレックス（『主任がゆく！スペシャル』[6]2017年[7] - 2022年）
- 春川さんは今日も飢えている（『めしざんまい』[1]）
- 婦警さんと暗殺さん（『本当にあった笑える話Pinky』[8]）
- 部長と2LDK（『月刊まんがタウン』[9]2019年11月号 - 2021年6月号）
- 押しかけギャルの中村さん（『月刊まんがタウン』2021年8月号 - 2024年1月号[10]→『webアクション』2024年1月12日[11] - 連載中）

#### 読み切り
- ちょっとだけ変なトールさん（『小林さんちのメイドラゴン 公式アンソロジー 3』、2018年[12]） - 『小林さんちのメイドラゴン』のアンソロジー寄稿作品[12]。
- お好み焼きの思い出（『月刊まんがタウン』2020年4月号[13]） - 月替わりコミックエッセイコーナー[13]。
- カレーは裏切らない（『月刊まんがタウン』2021年11月号） - コミックエッセイ。
- 2022年への意気込み（『月刊まんがタウン』2022年2月号） - コミックエッセイ。
- 私の好きな散歩道（『月刊まんがタウン』2022年10月号[14]） - コミックエッセイ。
- カンナの放課後大冒険（原作：クール教信者、『小林さんちのメイドラゴン 公式アンソロジー All Stars!』2巻、2025年[15]） - 『小林さんちのメイドラゴン』のアンソロジー寄稿作品。

### 書籍
- 『にぃづまごっこ』竹書房〈バンブー・コミックス〉、2013年2月27日発売[16]、ISBN 978-4812481103
- 『同棲終了日記 10年同棲した初彼に34歳でフラれました』双葉社、2014年10月23日発売[17][18]、ISBN 978-4-575-30763-4 - ブログの書籍化[17]。
- 『愛しの桜さん』、ぶんか社〈ぶんか社コミックス〉2015年 - 2017年、全3巻
  1. 2015年7月14日発売[19]、ISBN 978-4-8211-7723-3
  2. 2016年7月14日発売[20]、ISBN 978-4-8211-7866-7
  3. 2017年10月13日発売[21]、ISBN 978-4-8211-3541-7
- 『35歳からのお酒デビュー』ぶんか社、2018年1月10日発売[22][23]、ISBN 978-4-8211-4473-0
- 『恋するヤンキーガール』、双葉社〈アクションコミックス〉2016年 - 2019年、全5巻
  1. 2016年6月28日発売[24][25]、ISBN 978-4-575-94476-1
  2. 2017年4月12日発売[26]、ISBN 978-4-575-94493-8
  3. 2018年1月12日発売[22][27]、ISBN 978-4-575-94517-1
  4. 2018年10月12日発売[28][29]、ISBN 978-4-575-94536-2
  5. 2019年10月11日発売[30]、ISBN 978-4-575-94558-4
- 『家畜少女トン子ちゃん』ぶんか社、2018年4月26日発売、電子書籍限定
- 『双子コンプレックス』、ぶんか社、2019年[6] - 2022年[31]、全3巻
- 『春川さんは今日も飢えている』、ぶんか社〈ぶんか社コミックス〉2019年 - 2022年、全3巻
  1. 2019年8月16日発売[32][33]、ISBN 978-4-8211-3808-1
  2. 2021年6月14日発売[34]、ISBN 978-4-8211-2801-3
  3. 2022年8月12日発売[35]、ISBN 978-4-8211-5399-2
- 『婦警さんと暗殺さん』、ぶんか社〈ぶんか社コミックス〉2019年 - 2021年、全3巻
  1. 2019年9月14日発売[8][36]、ISBN 978-4-8211-3678-0
  2. 2020年11月13日発売[37]、ISBN 978-4-8211-3965-1
  3. 2021年8月12日発売[38]、ISBN 978-4-8211-2823-5
- 『部長と2LDK』、双葉社〈アクションコミックス〉2020年 - 2021年、全2巻
  1. 2020年9月12日発売[9][39]、ISBN 978-4-575-94574-4
  2. 2021年7月12日発売[40]、ISBN 978-4-575-94591-1
- 『押しかけギャルの中村さん』、双葉社〈アクションコミックス〉2022年 - 、既刊6巻（2025年7月24日現在）
  1. 2022年9月12日発売[41]、ISBN 978-4-575-85755-9
  2. 2023年6月12日発売[42]、ISBN 978-4-575-85849-5
  3. 2024年2月8日発売[43]、ISBN 978-4-575-85934-8
  4. 2024年8月8日発売[44]、ISBN 978-4-575-85993-5
  5. 2025年1月9日発売[45]、ISBN 978-4-575-86044-3
  6. 2025年7月24日発売[46]、ISBN 978-4-575-86118-1
- 『人喰い鬼と男メシ』、ぶんか社〈ぶんか社コミックス〉2023年 - 2024年、全2巻
  1. 2023年5月12日発売[47][48]、ISBN 978-4-8211-5599-6
  2. 2024年3月14日発売[49]、ISBN 978-4-8211-5795-2
- 『梅之助くんは男子寮の女の子』、ぶんか社〈ぶんか社コミックス〉2025年 - 、既刊1巻（2025年2月14日現在）
  1. 2025年2月14日発売[50][51]、ISBN 978-4-8211-5984-0

### その他
- CLIP STUDIO PAINTでマンガを描く！ -少年・少女&タテ読みマンガを完全解説！-（解説書、マイナビ出版、2016年1月29日）[52]
- 主任がゆく! 22巻（漫画単行本、2016年6月14日） - イラストを寄稿
- ありがとう、うちを見つけてくれて『この世界の片隅に』ファンブック（2017年7月28日発売[53]、双葉社）
- マンガよもんが マスコットキャラクターデザイン&4コマ漫画[54]（2019年[55] - 2024年、ぶんか社・海王社）
- 主任がゆく！ 25巻（漫画単行本、2020年11月13日） - イラストを寄稿